# Rudolf Hans Bartsch

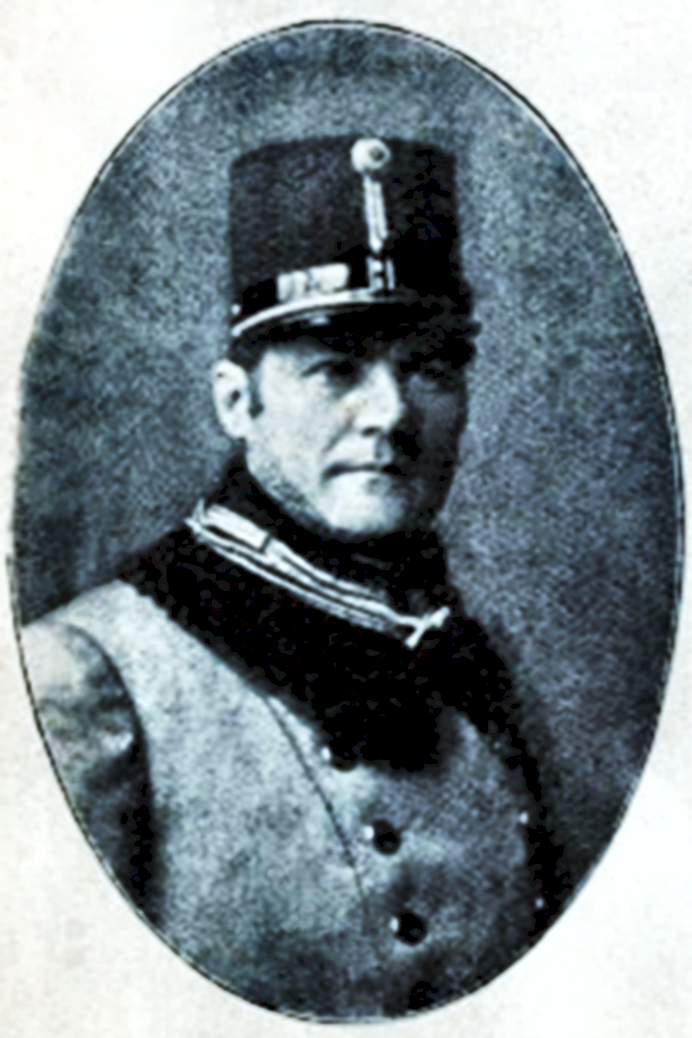
Rudolf Hans Bartsch jako hejtman rakouské válečné jízdy v roce 1914

Rudolf Hans Bartsch (11. února 1873 Štýrský Hradec – 17. února 1952 Štýrský Hradec) byl rakouský důstojník a spisovatel, především romanopisec a autor epicko-lyrických příběhů.

## Život a dílo
Narodil se jako syn vrchního vojenského lékaře Leopolda Bartsche. Absolvoval kadetku ve Fischau, Eisenstadtu a Liebenau, po ní důstojnickou školu a povinný výcvik vojáka c. a k. rakousko-uherské armády. V letech 1895–1911 byl jako nadporučík přidělen k c. a k. Válečnému archivu ve Vídni, a zároveň se stal členem Institutu pro výzkum rakouských dějin (Institut für österreichische Geschichtsforschung). Roku 1911 požádal o výslužbu. První knížku vydal poměrně pozdě, roku 1909. Pak ovšem psal s vojenskou disciplínou rychle, s precizní přípravou popisovaných reálií. Na začátku první světové války roku 1914 byl povolán zpět do vojenské služby.
- Napsal 32 románů, 6 novel a dvě divadelní hry, ve kterých se projevuje jako dobrý a laskavý vypravěč. S přívětivostí a jistou dávkou sentimentu oslavoval historické Rakousko.
- V mytologické básni Herbstchor (Podzimní chór) vypráví o díle boha Pana a ročních obdobích jako symbolech proměn lidského života a jeho pomíjivosti na Zemi. V roce 1911 ji zhudebnil Joseph Marx, v té době nejpopulárnější rakouský skladatel, jako kantátu pro smíšený sbor, chlapecké hlasy, varhany a velký orchestr. Je to první orchestrální dílo Josepha Marxe. V červnu 2008 toto dílo nahrál Symfonický orchestr a sbor BBC pod vedením Jiřího Bělohlávka spolu s dalšími sborovými díly Josepha Marxe pro britskou firmu Chandos.
- Jeho nejpopulárnějším románem je Schwammerl vydaný s ilustracemi Alfreda Kellera v Lipsku roku 1912. Životopisný román o hudebním skladateli Franzi Schubertovi se hned po vydání stal bestsellerem a měl velký vliv na všechny Schubertovy životopisné publikace a ilustrace až do stého výročí jeho smrti v roce 1928. Posloužil libretistům Heinzi Reichertovi a Alfredu Marii Willnerovi pro libreto operety Heinricha Bertého Das Dreimäderlhaus (1916), která byla rovněž zfilmována.

## Památka
Urna s popelem Rudolfa Hanse Bartsche je na Schloßbergu ve Štýrském Hradci, zazděná ve stěně bašty stájí, v nichž Bartsch míval ustájeného svého vojenského koně.